# جان کیسیک
جان ریچارد کِیسِک (‎/ˈkeɪs[invalid input: 'ɨ']k/‎; زاده ۱۹۵۲) سیاستمدار آمریکایی و فرماندار ۶۹ م اهایو از ۲۰۱۱ تا ۲۰۱۹ است.
او که عضو حزب جمهوریخواه است سابقاً نماینده حوزهٔ دوازدهم اهایو و ریبس کمیته بودجه در مجلس نمایندگان و از کارشناسان شبکه فاکس نیوز بوده‌است. او همچنین مدیر دفتر کلمبوس، اهایوی بانک لیمن برادرز (تا سال ۲۰۰۸ و ورشکستگی این بانک) بود.
او فرماندار دمکرات وقت اهایو، تد استریکلند را در سال ۲۰۱۰ با کسب ۴۹٪ آرا در مقابل ۴۷٪ شکست داد.
کیسیک در ۲۱ ژوئیهٔ ۲۰۱۵، رسماً کاندیداتوری خود را برای رقابت‌های مقدماتی حزب جمهوریخواه برای انتخابات ریاست جمهوری ۲۰۱۶ آمریکا اعلام کرد.